# Violdrüse

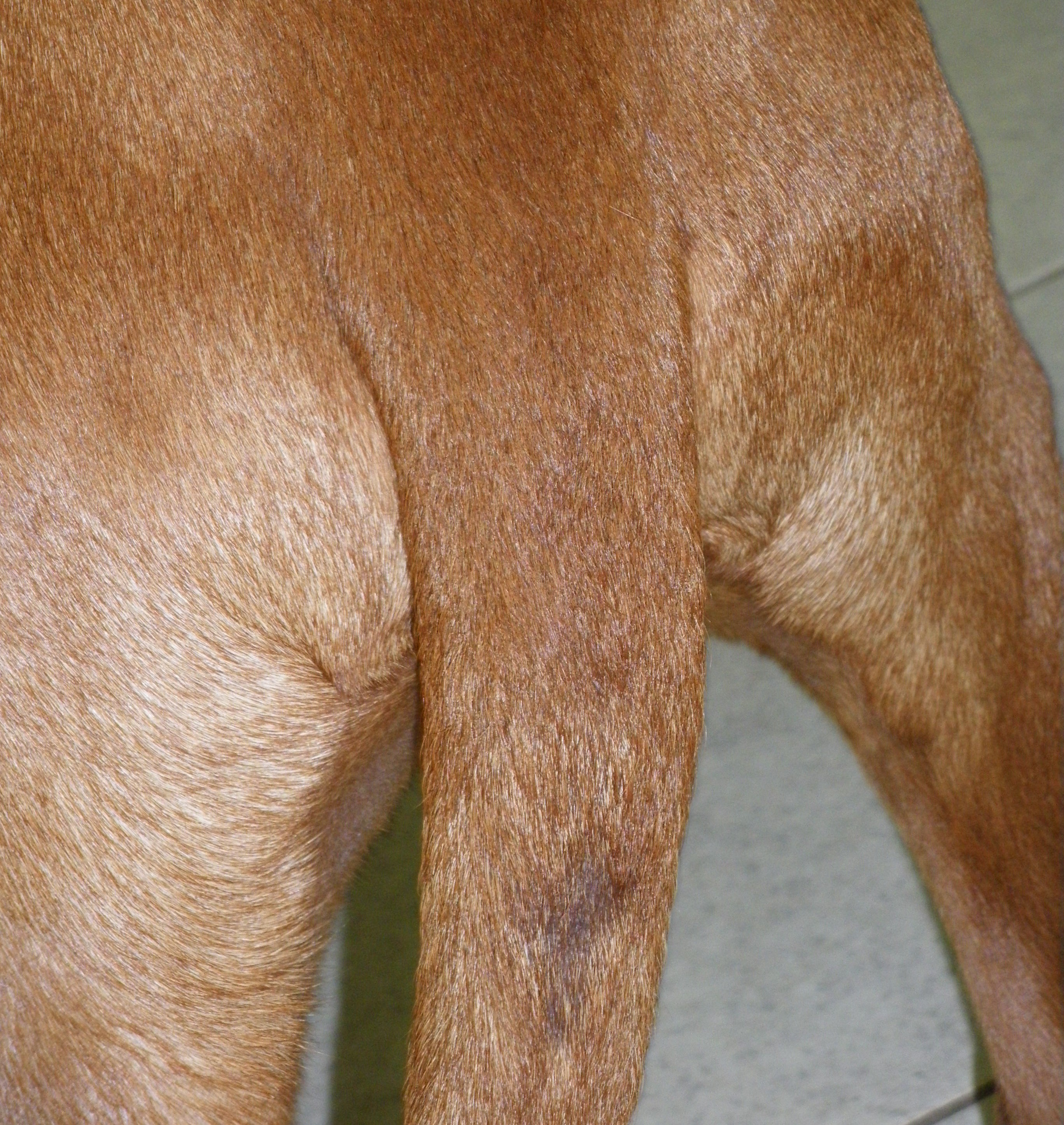
Organum caudae bei einem Rhodesian Ridgeback

Die Violdrüse (auch Violsche Drüse) ist eine Duftdrüse bei Hundeartigen an der Oberseite des Schwanzes. Sie ist eine Sonderform der Schwanzdrüsen (Glandulae caudae, Organum caudae, dorsales Schwanzorgan). Es handelt sich um eine Ansammlung großer Talgdrüsen. Die Drüse erzeugt einen typischen Geruch, der eine Rolle für die Kommunikation bei diesen Tierarten spielt („Violwittern“). Die Sekrete der Violdrüse bei Füchsen enthalten flüchtige Terpene, die an Geruch von Veilchen erinnern, was namensgebend für diese Drüse war.
Bei Haushunden ist diese Drüse sehr unterschiedlich ausgebildet. Bei einigen Hunderassen wie dem Bullterrier ist sie häufig ausgebildet, sie kann aber auch rudimentär angelegt sein oder ganz fehlen. Sie liegt an der Schwanzoberseite in Höhe des 9. Schwanzwirbels. Unter Androgeneinfluss kann es bei allen Rassen an dieser Stelle zu Haarausfall kommen („stud tail“), wovon besonders ältere Rüden betroffen sind.
Auch bei Katzen ist ein Organum caudae ausgebildet. Hier liegt es direkt an der Oberseite der Schwanzwurzel.